# Huanansaurus
Huanansaurus — вимерлий рід овірапторидових динозаврів, який жив приблизно 72 мільйони років тому, між кампаном і маастрихтом, у кінці крейдяного періоду на території сучасного Китаю, у формації Наньсьонг.

## Відкриття та назва
Скелет нового овірапторида Huanansaurus ganzhouensis був знайдений під час будівництва залізничної станції Ганьчжоу в провінції Цзянсі, Китай.
2015 року Лю Цзюньчан, Пу Ханьонг, Йошицугу Кобаяші, Сюй Лі, Чан Хуалі, Шан Юхуа, Лю Ді, Лі Юн-Нам, Мартін Кундрат та Шен Цайжі назвали та описали типовий вид Huanansaurus ganzhouensis. Родова назва походить від Хуанань — «Південний Китай». Видова назва вказує на походження з Ганьчжоу. Хуананзавр був одним з вісімнадцяти таксонів динозаврів з 2015 року, які були описані у відкритому доступі у вільних для читання журналах.

## Галерея

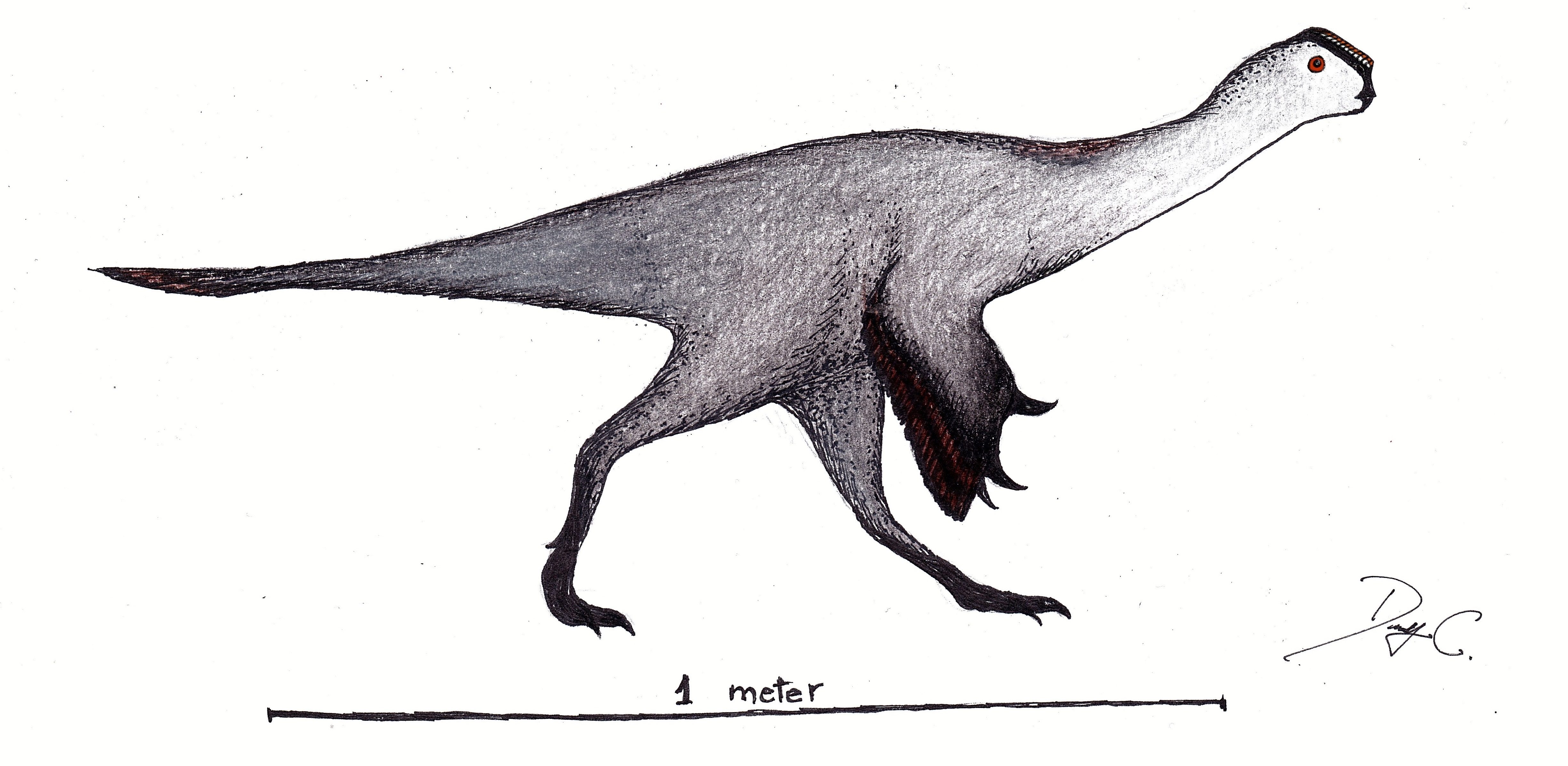
Художня реконструкція
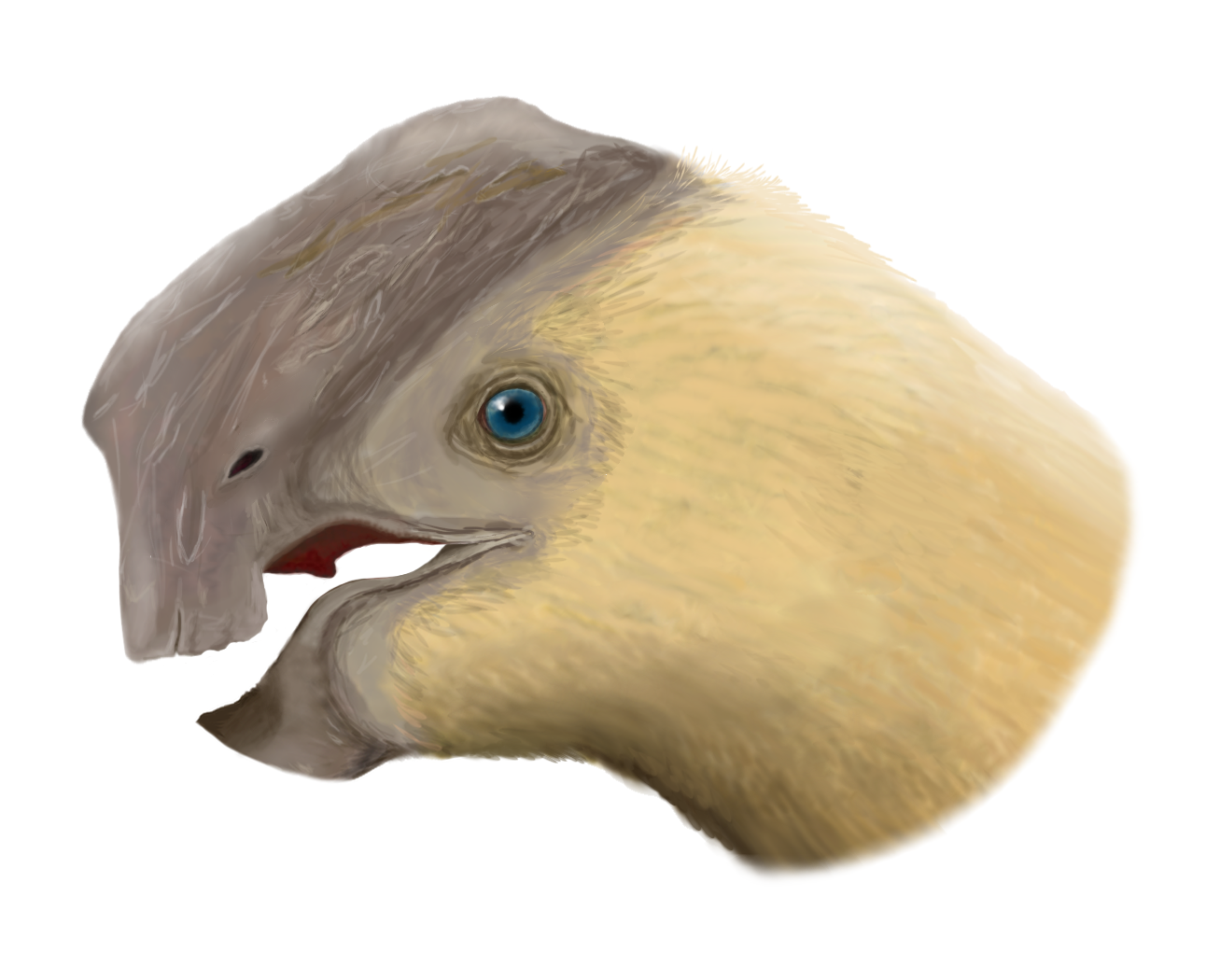
Художня реконструкція голови